# 亚砷酸
亚砷酸是一种无机化合物，化学式为H3AsO3。它可由三氧化二砷溶于水制得，只能存在于水溶液中，还没有分离出纯酸，但这并不影响它的结构为As(OH)3。

## 性质
亚砷酸為三角錐形的分子結構，有三個氢氧根和砷原子鍵結。亚砷酸水溶液的1H 核磁共振頻譜中只有單一的訊號，反映分子高度的對稱性。相反的，含磷的化合物H3PO3中主要是以HPO(OH)2的結構存在，水溶液中P(OH)3只佔很少的比例。含砷和含磷化合物的差異反映出同一族的主族主素中，較輕的元素在較高的氧化態下會比較穩定的趨勢。

## 反应
亚砷酸可以用三氧化砷在水中緩慢的水解來製備，若加入鹽基可以使亚砷酸變成亞砷酸根離子[AsO(OH)2]-、[AsO2(OH)]2-及[AsO3]3-。其pKa1為9.2。三氧化砷水溶液的反應均可歸因於亚砷酸及其共軛鹼。

## 毒性
許多含砷的化合物都是有毒的致癌物質。三氧化二砷是亚砷酸的酸酐，常用在除草剂、農藥及滅鼠劑。